# Знак градуса
Знак гра́дуса (°) — типографский символ, используемый для обозначения размерности угла и температуры, а также крепости алкоголя и уменьшённого трезвучия.
По правилам типографского набора знак градуса ставится сразу после числового обозначения величины размерности угла или температуры без всякого пробела, однако если в случае с температурой указывается также шкала, по которой производится измерение (по Цельсию, по Фаренгейту и т. п.), знак градуса отбивается от числовой величины неразрывным пробелом (более точно, используется третная шпация), а символ шкалы следует непосредственно за знаком градуса без пробелов. Ср.:

В первом отсеке камеры должна поддерживаться температура +26 °C, во втором — на 2° холоднее.
В указанное время ракета находилась над Южной Америкой, над точкой земной поверхности с координатами 7° 33′ ю. ш. и 40° з. д.

В Юникоде для совместимости с кодировками CJK китайской письменности, где такие символы присутствуют, поддерживаются совмещённые символы «градус Цельсия» (U+2103 ℃ degree celsius) и «градус Фаренгейта» (U+2109 ℉ degree fahrenheit), которые вне китайских шрифтов (fullwidth form) не используются.
Следует заметить, что единица температуры в шкале Кельвина называется не «градус Кельвина», а просто «кельвин» (U+212A K kelvin sign), поэтому при её использовании знак градуса вообще не ставится. Пример: 273,15 K, где K без знака градуса.

## Набор
- Unicode: U+00B0.
- HTML: &deg;.
- На компьютерах с операционной системой Windows знак градуса можно вставить, нажав Alt и набрав 0176 на цифровой клавиатуре.
- На компьютерах с ОС Linux знак можно получить, набрав Composeoo или ⇧ Shift+Ctrl+U и набрав b0↵ Enter после u.
- На компьютерах с Mac OS знак градуса можно вставить, нажав ⌥+о в русской раскладке или ⌥+⇧ Shift+8 в английской.
- В LaTeX для знака градуса используются команды \degree и \textdegree, предоставляемые пакетами gensymb и textcomp соответственно. Часто этот знак имитируется ^\circ в математическом режиме.